# 藏蓟
藏蓟（学名：Cirsium lanatum）是菊科蓟属的植物。分布在地中海地区、印度以及中国大陆的西藏、甘肃、青海、新疆等地，生长于海拔500米至4,300米的地区，多生长于村旁、湖滨地、山坡草地、潮湿地和路旁，目前尚未由人工引种栽培。